# Aeroportul Andamooka
Aeroportul Andamooka (IATA: ADO, ICAO: YAMK) este un aeroport din Australia de Sud, Australia.
Situat la o altitudine de 123 m, aeroportul dispune de o singură pistă.